# Johann Lonfat
Johann Lonfat (Martigny, 11 september 1973) is een Zwitsers voormalig voetballer die speelde als middenvelder.

## Carrière
Lonfat speelde gedurende zijn carrière voor Martigny-Sports, FC Sion, Servette en de Franse club FC Sochaux. Hij werd twee keer landskampioen, won de beker en won de Coupe de la Ligue.
Lonfat maakte zijn debuut voor Zwitserland in 1997, hij speelde in totaal 24 interlands waarin hij een keer kon scoren.

## Erelijst
- FC Sion
  - Landskampioen: 1997
- Servette
  - Landskampioen: 1999
  - Zwitserse voetbalbeker: 2001
- FC Sochaux
  - Coupe de la Ligue: 2004